# Oxenstierna

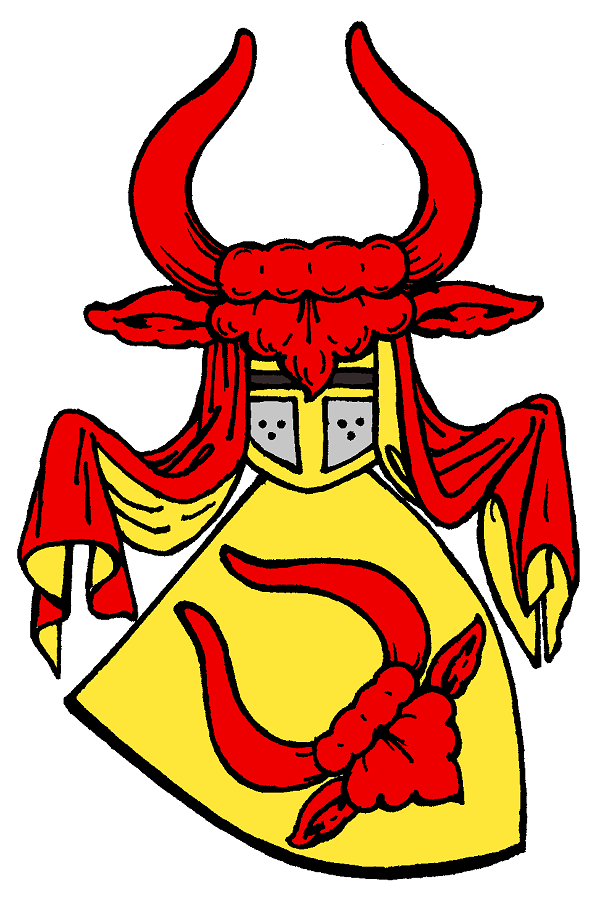
Escudo de armas de la familia Oxenstierna.

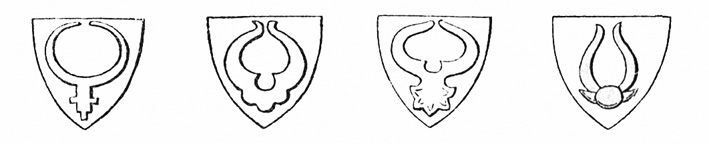
Sello

Oxenstierna (pronunciación en sueco: /ˈʊ̂ksɛnˌɧæːɳa/) es una familia noble sueca, originalmente de Småland en el sur de Suecia que pueder rastrearse desde mediados del siglo XIV. La familia Oxenstierna tenía vastas propiedades en Södermanland y Uppland durante la Baja Edad Media y el Renacimiento. En el siglo XV, la familia ocupó el puesto de Regente de Suecia durante las turbulentas guerras civieles de la Unión de Kalmar. La familia comenzó a adoptar su designación heráldica de Oxenstierna como apellido personal hacia finales del siglo XVI. En el caso de miembros anteriores de la familia, los historiadores han aplicado el apellido de forma retroactiva.

## Miembros notables de la familia Oxenstierna

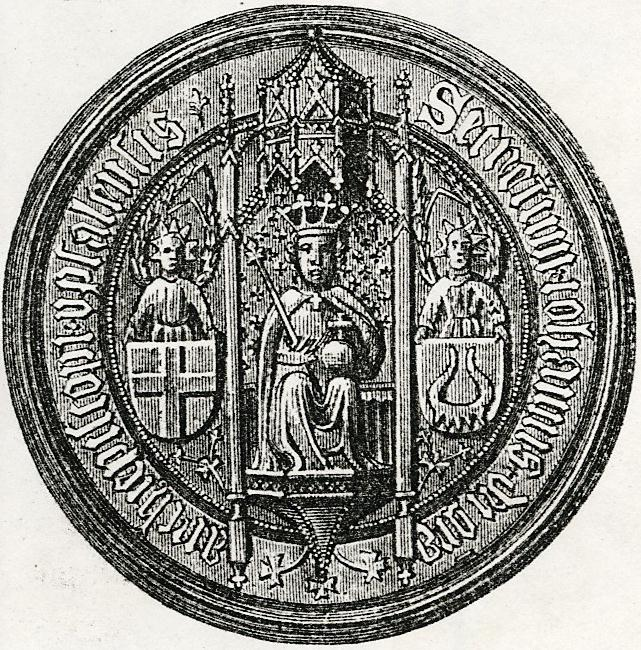
Gran sello de Jöns Bengtsson Oxenstierna (1417-1467), Arzobispo de Uppsala y Regente de Suecia.

Varios miembros de la familia, notablemente el influyente el Alto Canciller Axel Oxenstierna, alcanzaron puestos políticos y títulos durante la edad del Imperio sueco en el siglo XVII.

Los miembros más notables de la familia incluyen los siguientes (en orden cronológico):

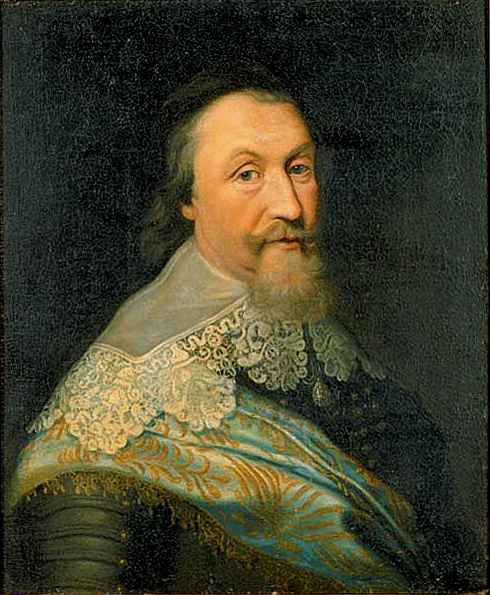
Axel Oxenstierna (1583-1654), estadista sueco e influyente líder protestante durante la guerra de los Treinta Años.

- Jöns Bengtsson (Oxenstierna) el Viejo (?-1399), caballero.
- Bengt Jönsson Oxenstierna (1390-1450), estadista, Consejero Privado y Legislador de Uppland, Co-regente de Suecia.[4]
- Nils Jönsson Oxenstierna (1390-década de 1450), estadista y Consejero Privado, Co-regente de Suecia, hermano de Bengt Jönsson.[5]
- Jöns Bengtsson Oxenstierna (1417-1467), Arzobispo de Uppsala, Consejero Privado, académico de derecho canónico y estadista, Regente de Suecia, hijo de Bengt Jönsson.[6]
- Kristiern Bengtsson (Oxenstierna) el Joven (c. 1475-1520), Consejero Privado, ejecutado durante el baño de sangre de Estocolmo.
- Gabriel Kristiernsson Oxenstierna (c. 1500-1585), Barón, Consejero Privado, Almirante y Señor Teniente de Estonia.
- Gustaf Gabrielsson (Oxenstierna) (1551-1597), Consejero Privado, Señor Teniente de Estonia, padre de Axel Gustafsson.
- Axel Gustafsson Oxenstierna, 1º Conde de Södermöre (1583-1654), influyente estadista y Alto Canciller durante la edad del Imperio sueco, jefe del consejo de regencia y de facto regente durante la minoría de edad de la reina Cristina.[3]
- Gabriel Gustafsson Oxenstierna (1587-1640), estadista y Alto Mayordomo de Suecia, hermano de Axel Gustafsson.[7]
- Gabriel Bengtsson Oxenstierna, 1º Conde de Korsholm y Vasa (1586-1656), Alto Almirante y Alto Tesorero de Suecia, primo hermano de Axel Gustafsson.
- Bengt Bengtsson Oxenstierna, Barón de Eka y Lindö (1591-1643), diplomático y Consejero Privado, Gobernador General de Ingria y Livonia.
- Beata Oxenstierna (1591-1652), Mistress of the Robes de la reina Cristina de Suecia.
- Johan Axelsson Oxenstierna, Conde de Södermöre, (1611-1657), diplomático, Gobernador General de la Pomerania sueca, Mariscal del Reino, hijo de Axel Gustafsson.
- Erik Axelsson Oxenstierna, Conde de Södermöre (1624-1656), Alto Canciller de Suecia, Gobernador General de Prusia, hijo de Axel Gustafsson.
- Bengt Gabrielsson Oxenstierna, Conde de Korsholm y Vasa (1623-1702), Presidente de la Cancillería Real de Suecia, Gobernador Militar de Varsovia.
- Cristiana Oxenstierna af Korsholm och Vasa (1661-1701), profesora y aristócrata, famosa por casarse con un vicario plebeyo.
- Johan Gabriel Oxenstierna (1750-1818), poeta, estadista y diplomático, miembro de la Academia Sueca.
- Johan Gabriel Oxenstierna (1899-1995), oficial naval y pentatleta, medallista de oro en la Olimpiadas de 1932 en pentatlón moderno.

## Conexión con casas reales europeas
Los reyes Cristián IX de Dinamarca, Haakon VII de Noruega, y Carlos XVI Gustavo de Suecia descienden todos de ramas de la familia Oxenstierna. Los tres monarcas descienden de la familia Oxenstierna a través de un ancestro común, el Duque Federico Guillermo de Schleswig-Holstein-Sonderburg-Glücksburg. Su abuela paterna fue la Condesa Carlota de Dohna-Schlobitten, tataranieta de Gabriel Bengtsson Oxenstierna, 1º Conde de Korsholma y Vaasa, padre de Bengt Gabrielsson y primo hermano de Axel y Bengt Gustafssöner. Oxenstierna también era pariente distante de Carlos VIII de Suecia, Federico VIII de Dinamarca, la reina Alejandra del Reino Unido, Jorge I de Grecia, y de la emperatriz María Feodorovna de Rusia.